# Cécile Helleu
Pour les articles homonymes, voir Helleu.
Cécile Helleu, née le 15 mai 1966 à Neuilly-sur-Seine, ville où elle est morte le 31 mai 2025, est une publicitaire, écrivaine et artiste française.

## Biographie
Elle descend de l'artiste Paul César Helleu (son arrière-grand-père).
En 1999 Cécile Helleu travaille dans le milieu de la publicité. Elle fait son entrée en littérature en 2000, avec Soleil même, publié chez Balland, dans la collection « Le Rayon », dirigée par Guillaume Dustan. L'année suivante paraît Waow. En 2002, elle crée avec deux autres auteurs, Christophe Chemin et La Bourette, des lectures publiques. Elle participe également à des débats, notamment sur la question du féminisme. En 2003, elle expose au palais de Tokyo.
En 2011, elle ouvre un bar à vin, le « Numérocinq » à Paris. Lors des attentats du 13 novembre 2015 à Paris, son restaurant d'alors est pris pour cible ce qui provoquera un profond traumatisme chez elle,. Elle tirera de cette expérience un ouvrage publié à compte d'auteur, Luck. Par la suite, aussi pour fuir les démons du 13 novembre, elle s'établit à Vannes et y ouvre un nouveau restaurant.

## Œuvres
- Soleil même, Balland, coll. Le Rayon, 2000.
- Waow, Balland, coll. Le Rayon, 2001.
- Luck, auto-édition, novembre 2016,  (ISBN 978-2322131532)

### Adaptations
- N'oublie pas ce que tu devines, d'après Soleil même, chorégraphie et mise en scène par Daniel Larrieu, 2005-2006[10].